# Pullea mollis
Pullea mollis är en tvåhjärtbladig växtart som beskrevs av Schlechter. Pullea mollis ingår i släktet Pullea och familjen Cunoniaceae. Inga underarter finns listade i Catalogue of Life.